# خالد طحطح
خالد فؤاد طحطح (مواليد سنة 1975، الحسيمة) باحث مغربي، حاصل على دكتوراه في تخصص التاريخ المعاصر من كلية الآداب والعلوم الإنسانية التابعة لجامعة محمد الخامس في الرباط سنة 2014، في موضوع علي بن محمد السوسي السملالي: بيوغرافيا ثقافية وكان قد حصل على دبلوم الدراسات العليا المعمقة سنة 2007 من جامعة عبد الملك السعدي بتطوان.

## السيرة الذاتية
ولد الباحث المغربي خالد فؤاد طحطح في المغرب بمدينة الحسيمة شمال المغرب، وحصل على دكتوراه في التاريخ من كلية الآداب والعلوم الإنسانية التابعة لـجامعة محمد الخامس في الرباط. له مجموعة من المؤلفات، منها: «نظريات في فلسفة التاريخ» (2006)، و«الكتابة التاريخية» (2012)،، وعودة الحدث التاريخي، والبيوغرافيا والتاريخ، والاسطوغرافيا، والتاريخ من أسفل باشتراك، وضريبة الترتيب بين المكس والمعونة، والعلماء وضريبة الترتيب، ومؤرخون مغاربة في الفترة المعاصرة (باشتراك)، وغيرها من الكتابات في المناهج التاريخية وفي قضايا الإصلاحات بالمغرب خلال القرن التاسع عشر، كما نشر أبحاثا ودراسات في مجلات محكمة، وشارك في عدة ندوات وطنية ودولية. يكتب في مواضيع مختلفة منها نظريات فلسفة التاريخ، في محاولة منه للاقتراب «من الفهم الفلسفي للقضايا التاريخية وإبراز السنن التي تتحكم في قيام الدول والحضارات، والعوامل التي تؤدي إلى سقوطها وانهيارها».

## أعمال الباحث[2]
- في فلسفة التاريخ، الدار العربية للعلوم ناشرون، منشورات الاختلاف، 2009.[10]
- الكتابة التاريخية، دار توبقال للنشر، البيضاء، 2012.
- عودة الحدث التاريخي، دار توبقال للنشر، البيضاء، 2014.[11]
- البيوغرافيا والتاريخ، دار توبقال للنشر، البيضاء، 2014.
- ما بعد التاريخ الجديد، رؤية للنشر والتوزيع، مصر، 2019.[12]
- الحدث ووسائل الإعلام.[13]، منشورات المجلة العربية، المملكة العربية السعودية، 2018.
- ضريبة الترتيب بين المكس والمعونة، منشورات الزمن، المغرب، 2016.
- العلماء والترتيب، مع دراسة وتحقيق عناية الاستعانة في حكم التوظيف والمعونة لعلي بن محمد السوسي السملالي، منشورات الزمن، المغرب، 2018.
- الاسطوغرافيا، منشورات دار رؤية المصرية، 2021.
- التاريخ من أسفل باشتراك مع خالد اليعقوبي، منشورات الزمن، المغرب، 2016.
- مؤرخون مغاربة في الفترة المعاصرة باشتراك، منشورات مجلة أمل، 2016.
- التاريخ وما بعد الكولونيالية، دار توبقال، البيضاء، المغرب، 2019.
- الكتابة التاريخية مقارنات ونماذج باشتراك، رؤية للنشر والتوزيع، مصر، 2018.
- مطالع الحسن وإتباع السنن بطلوع راية مولانا الحسن لعلي بن محمد السوسي السملالي (دراسة وتحقيق)، منشورات أمل، المغرب.[14]
- التاريخ والمؤرخون في المغرب المعاصر لمحمد عابد الجابري: دراسة وتقديم، منشورات ليتوغراف، طنجة، المغرب، 2021.
- منظور المشكال، دار الأمان، الرباط، 2022.[15]
- العلماء وضريبة الترتيب الحسني، دار الأمان، الرباط، 2022.[16]
- بؤس المباريات الجامعية بالمغرب: شعبة التاريخ نموذجا (قيد الطبع).
- تاريخ العقليات، دار توبقال، 2023.[17]
- عقد الجمان في شمائل السلطان عبد الرحمان، لأبي القاسم الزياني، دراسة وتحقيق، منشورات سليكي أخوين، طنجة، 2024.
- في نقد التاريخانية بين الجابري والعروي، دار توبقال للنشر، 2024.
- الدر المنضد الفاخر بما لأبناء مولانا علي من المحاسن والمفاخر، لمحمد بن عبد القادر الكردودي، دراسة وتحقيق، منشورات سليكي أخوين،  2025.
- تحفة الإمام نصيحة الإسلام ، لمحمد بن مصطفى المشرفي، دراسة وتحقيق، منشورات باب الحكمة، تطوان، 2025.
- الدر السني في بعض من بفاس من أهل النسب الحسني، لعبد السلام بن الطيب القادري، دراسة وتحقيق، منشورات جسور للدراسات التاريخية والاجتماعية.
- الفتوحات الوهبية في سيرة مولانا الحسن السنية، ومفاخر اختراعاته البهية، للحسين بن عبد الرحمان، دراسة وتحقيق، منشورات جسور للدراسات التاريخية والاجتماعية.
- النور اللامع في بيان الأصل الجامع، لإبراهيم السنوسي الفاسي،دراسة وتحقيق، منشورات سليكي أخوين.